# Criciúma Esporte Clube
Criciúma Esporte Clube, ofte blot kaldet Criciúma, er en brasiliansk fodboldklub fra byen Criciúma i staten Santa Catarina. Klubben blev grundlagt den 13. Maj 1947 under navnet Comerciário Esporte Clube og er den mest vindende fodboldklub i staten. Klubben spiller pt. i den bedste brasilianske række, Série A.
Klubbens største titel er Copa do Brasil trofæet som blev vundet i 1991, udover dette så har klubben også vundet Campeonato Brasileiro Série B i 2002. Klubben er det eneste hold i staten som har deltaget i Copa Libertadores, dette skete i 1992, hvor klubben formåede at nå kvartfinalerne. 
Klubbens største rival er Joinvile som sammen danner derbyen Clássico do Interior.

## Titler
Nationale
- Copa do Brasil: (1) 1991

- Campeonato Brasileiro Série B: (1) 2002

- Campeonato Brasileiro Série C: (1) 2006

Statslige
- Campeonato Catarinense: (10) 1968, 1986, 1989, 1990, 1991, 1993, 1995, 1998, 2005, 2013

- Copa Santa Catarina: (1) 1993

| Fodbold | Spire Denne artikel om en fodboldklub er en spire som bør udbygges. Du er velkommen til at hjælpe Wikipedia ved at udvide den. |

- Wikimedia Commons har flere filer relateret til Criciúma Esporte Clube